# Nyalindung (Cipatat)
Nyalindung is een bestuurslaag in het regentschap Bandung Barat van de provincie West-Java, Indonesië. Nyalindung telt 5573 inwoners (volkstelling 2010).